# ルリハツタケ
ルリハツタケ（Lactarius subindigo Verbeken & E. Horak）は、ベニタケ科のキノコの一種である。中国、インド、パプアニューギニア、日本（本州・四国・九州）から知られている。夏から秋にかけて松・楢・椎などの林の地表に発生するが、日本では稀な種である。食用。
従来、ルリハツタケはLactarius indigoに与えられた和名であった。ところが、2000年に Lactarius subindigo Verbeken & E. Horak が記載されると、従来ルリハツタケと呼ばれていた種は Lactarius indigo ではなく本種であるとする説が提唱された。詳細はラクタリウス・インディゴ#分類学と命名参照。

## 形態
傘と柄から構成される。傘は直径5から10センチ。はじめ中央が窪んだ丸山形であるが、のちに扁平に開いて漏斗形となる。傘の上側は湿っていれば粘性を持ち、藍青色。環紋をあらわすが、古くなると褪色し黄緑色となる。傘の下側にはやや密な藍青色の襞があり、傷つくと緑色に変色する。
柄は長さ3から5センチ、傘の上側と同じかやや淡い藍青色。肉は白色。傷つくと藍色の乳液を分泌する。
担子胞子は広楕円形ないし広卵形。長径6.5-8,5マイクロメートル、短径5.5-6マイクロメートル。